# Alan Stivell
Alan Stivell, artiestennaam van Alan Cochevelou (Riom, 6 januari 1944) is een Bretons zanger, musicus en instrumentenbouwer die aan de basis staat van de herontdekking van de keltische harp. Hij zingt vooral in het Bretoens maar ook in het Frans en het Engels. Typisch voor Stivell is echter dat hij zijn repertoire niet alleen in die twee voor de hand liggende talen maar ook in Keltische talen als het Gaelisch en het Welsh gaat zoeken, zoals blijkt op (onder meer) zijn platen 'Renaissance de la Harpe celtique' , 'E Langonned' en 'E Dulenn'.

## Discografie
(exclusief compilaties)
- 1964 : Telenn Geltiek (Harpe celtique)[1]
- 1970 : Reflets
- 1971 : Renaissance de la Harpe Celtique
- 1971 : Son ar chistr (in 1976 gecoverd door Bots als Zeven dagen lang)
- 1972 : A l'Olympia (concert in Parijs)
- 1973 : Chemins de Terre
- 1974 : E Langonned
- 1975 : E Dulenn (concert in Dublin)
- 1976 : Trema'n Inis - Vers l'Île
- 1977 : Before Landing / Raok Dilestra - Avant d'accoster
- 1978 : Un dewezh 'barzh 'gêr - Journée à la maison
- 1979 : International tour - Tro ar Bed (concerten)
- 1980 : Symphonie Celtique - Tir na nOg
- 1981 : Terre des vivants - Bed an dud vew
- 1983 : Legend - Mojenn
- 1985 : Harpes du nouvel âge
- 1991 : The Mist of Avalon
- 1993 : Again
- 1995 : Brian Boru
- 1998 : 1 Douar
- 2000 : Back to Breizh
- 2002 : Au-delà des mots - En tu-hont d'ar c'homzoù / Beyond Words
- 2006 : Explore
- 2009 : Emerald
- 2015 : AMzer - season
- 2018 : Human~Kelt

### Grote concerten in Parijs
- 1999 : Bretagnes à Bercy
- 2003 : Nuit Celtique II au Stade de France
- 2013 : 40th Anniversary Olympia 2012

### Samenwerkingsprojecten
- 1973 : Ar C'hoarezed Goadeg (À Bobino)
- 1974 : Bagad Bleimor
- 1989 : Kate Bush (Sensual World)
- 1994 : Glenmor (An Distro « Et voici bien ma Terre »)
- 1999 : Soïg Sibéril (Gwenojenn)
- 2012 : Pat O'May (Celtic Wings)